# Autóút M85
L' autóút M85 (in italiano "superstrada M85") è un'autostrada ungherese che connette Győr con Sopron verso l'Austria.
La lunghezza totale prevista è di 96 km (di cui ne sono stati realizzati 31), ha origine dal Győr e terminerà, una volta completata, al confine con la Austria, ricalcando l'itinerario della strada europea E65. Attualmente è autostrada solo fino a Csorna.

## Percorso
| GYŐR (M1) - SOPRON |                                                                             |    |                |
| Tipo               | Indicazione                                                                 | km | Strada europea |
|                    | Autostrada M1 Budapest Mosonmagyaróvár, Bratislava (Pozsony), Vienna (Bécs) | 0  |                |
|                    | Ikrény, Győr                                                                | 0  |                |
|                    | Inizio tratto superstradale                                                 |    |                |
|                    | Rábapatona                                                                  | 8  |                |
|                    | Bezi, Lébény / Enese, Tét                                                   | 10 |                |
|                    | Vecsés, Rábcakapi                                                           | 16 |                |
|                    | Csorna                                                                      | 21 |                |
|                    | Mosonmagyaróvár tratto comune all'superstrada M86                           | 23 |                |
|                    | Szombathely, Maribor tratto comune all'superstrada M86                      | 27 |                |
|                    | Csorna-nyugat, Farád                                                        | 31 |                |
|                    | Area di servizio "Babóti"                                                   | 40 |                |
|                    | Kapuvár, Babót / Beled                                                      | 42 |                |
|                    | Fertőendréd, Fertőd                                                         | 52 |                |
|                    | Area di parcheggio "Fertőszentmiklósi"                                      | 56 |                |
|                    | Fertőszentmiklós / Röjtökmuzsaj                                             | 60 |                |
|                    | Nagycenk / Pereszteg                                                        | 71 |                |
|                    | Area di parcheggio "Nagycenki"                                              | 77 |                |
|                    | Sopron-kelet, Harka / Kópháza                                               | 81 |                |
|                    | Balf                                                                        | 84 |                |
|                    | Sopron-észak, Fertőrákos                                                    | 87 |                |
|                    | Tunnel di Sopron (780 m)                                                    | 89 |                |
|                    | Sopron-nyugat, Ágfalva                                                      | 95 |                |
|                    | Area di servizio "Soproni"                                                  | 96 |                |
|                    | Confine di Stato Sopron – Klingenbach                                       |    |                |
|                    | Autostrada A3 in direzione Vienna, Austria                                  |    |                |